# Valeriana crassifolia
Valeriana crassifolia är en kaprifolväxtart som beskrevs av Carl Sigismund Kunth. Valeriana crassifolia ingår i släktet vänderötter, och familjen kaprifolväxter. Inga underarter finns listade i Catalogue of Life.